# Guemsogo-Yarcé
Guemsogo-Yarcé est une localité située dans le département de Boulsa de la province du Namentenga dans la région Centre-Nord au Burkina Faso. 

## Éducation et santé
Le centre de soins le plus proche de Guemsogo-Yarcé est le centre de santé et de promotion sociale (CSPS) de Boulsa tandis que le centre de médical avec antenne chirurgicale (CMA) de la province se trouve à Boulsa.
Guemsogo-Yarcé possède une école primaire publique.